# Кувалжиха
Кува́лжиха — посёлок железнодорожного разъезда в Кыштымском городском округе Челябинской области России.

## География
Через посёлок протекает одноимённая река. Расстояние до центра городского округа Кыштыма 8,5 км. Посёлок разделён на северную и южную часть лесной дорогой.

## История
Основан в 1920-х гг. В 1932 к северу от Кувалжихи обнаружены залежи полиметаллических руд и баритов (месторождения Северная Кузнечиха и Южная Кузнечиха); в том же году введен в эксплуатацию одноимённый железнодорожный разъезд. Но к 1960 году почти все добывающие предприятия были закрыты. Издавна в этих краях промышляли подсочкой — сбором живицы.
Было проведено множество соревнований по рогейну и даже Чемпионат России по рогейну 2011 года.. Первый раз кыштымский рогейн состоялся в 2008 году, затем район использовался при проведении чемпионате России по рогейну 2011. Начинался минирогейн 1-2-3 здесь весной 2013 года. Летом несколько раз проводилось соревнование «Майская поляна». В 2020 году, 8 августа, в посёлке была проведена акция «Кувалжиха 100 лет».

## Население
| 2002 | 2010 |
| ---- | ---- |
| 79   | ↘78  |

По данным статистики, в 1926 г. в нём был 1 двор, к 1938 г. в нём было построено 20 домов, к 1956 г. — 26 домов. На данный момент в посёлке осталось 30 домов в которых живут постоянные жители.

## Транспорт
В посёлке расположен одноимённый разъезд Южно-Уральской железной дороги. Также есть действующая автобусная остановка.

## Галерея

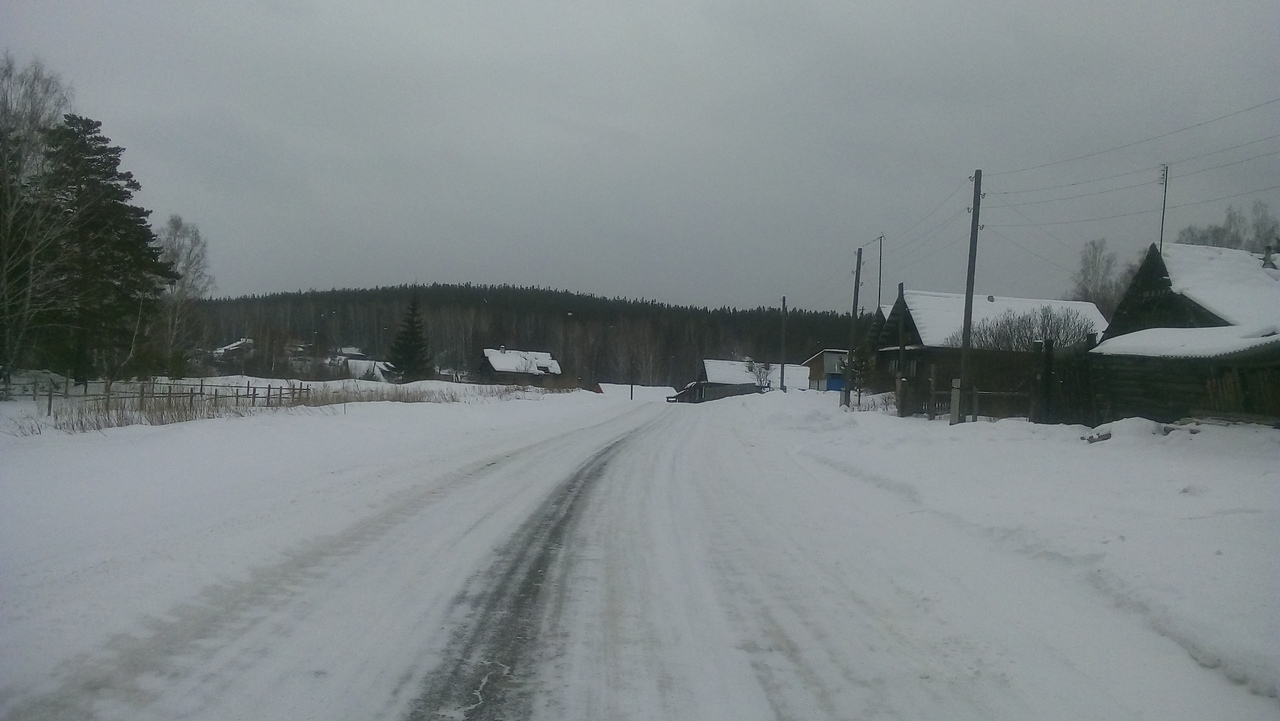
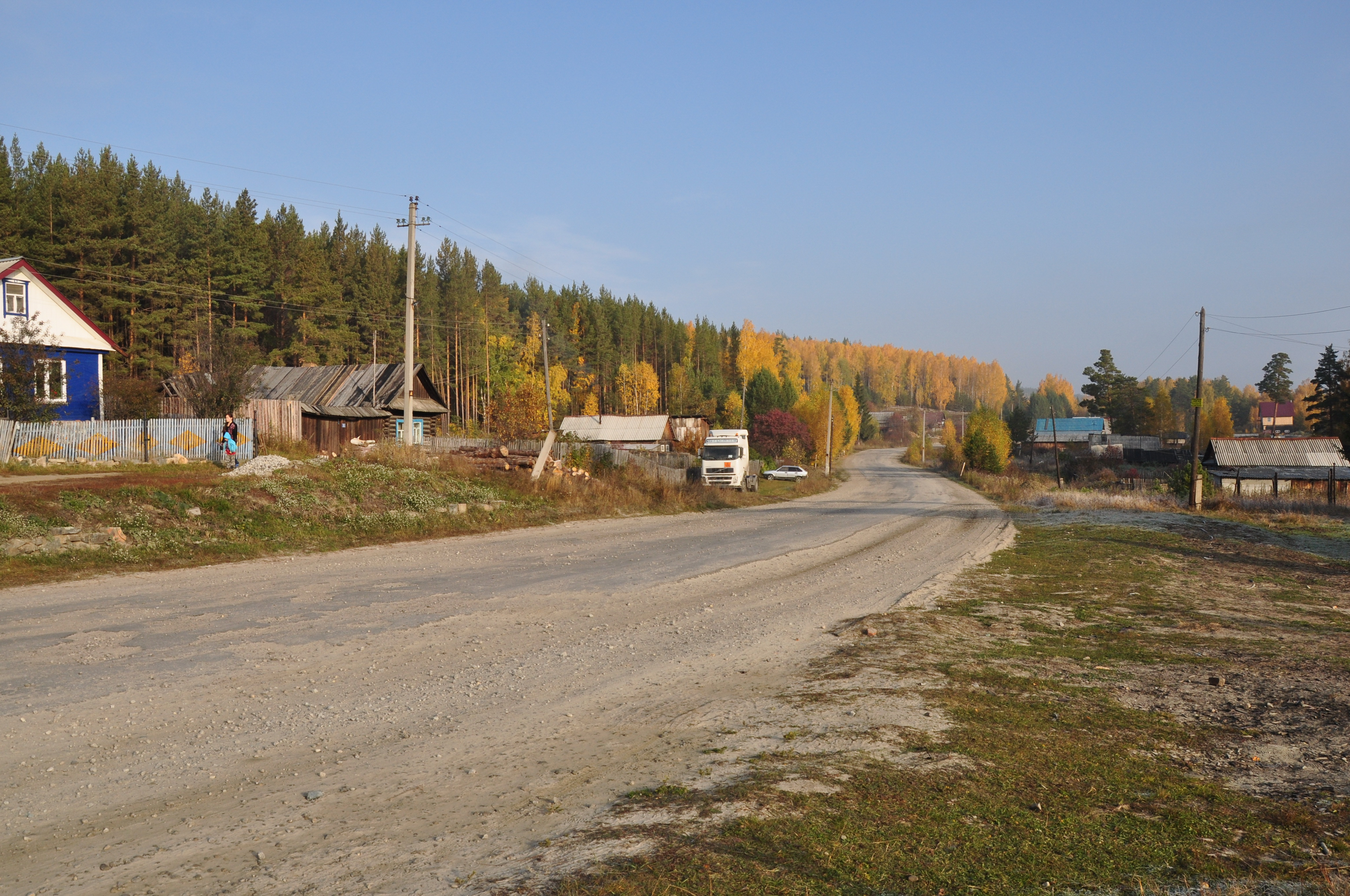
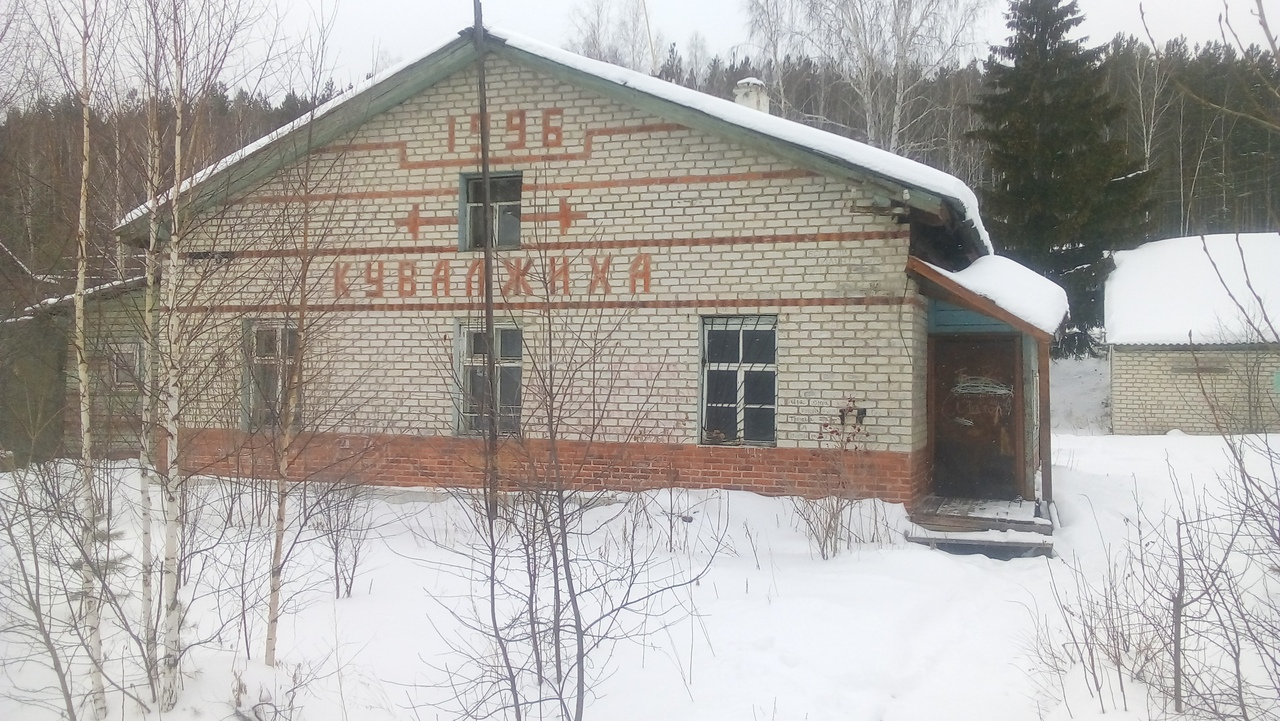
Пост электрической централизации разъезда Кувалжиха